# Renate Anger

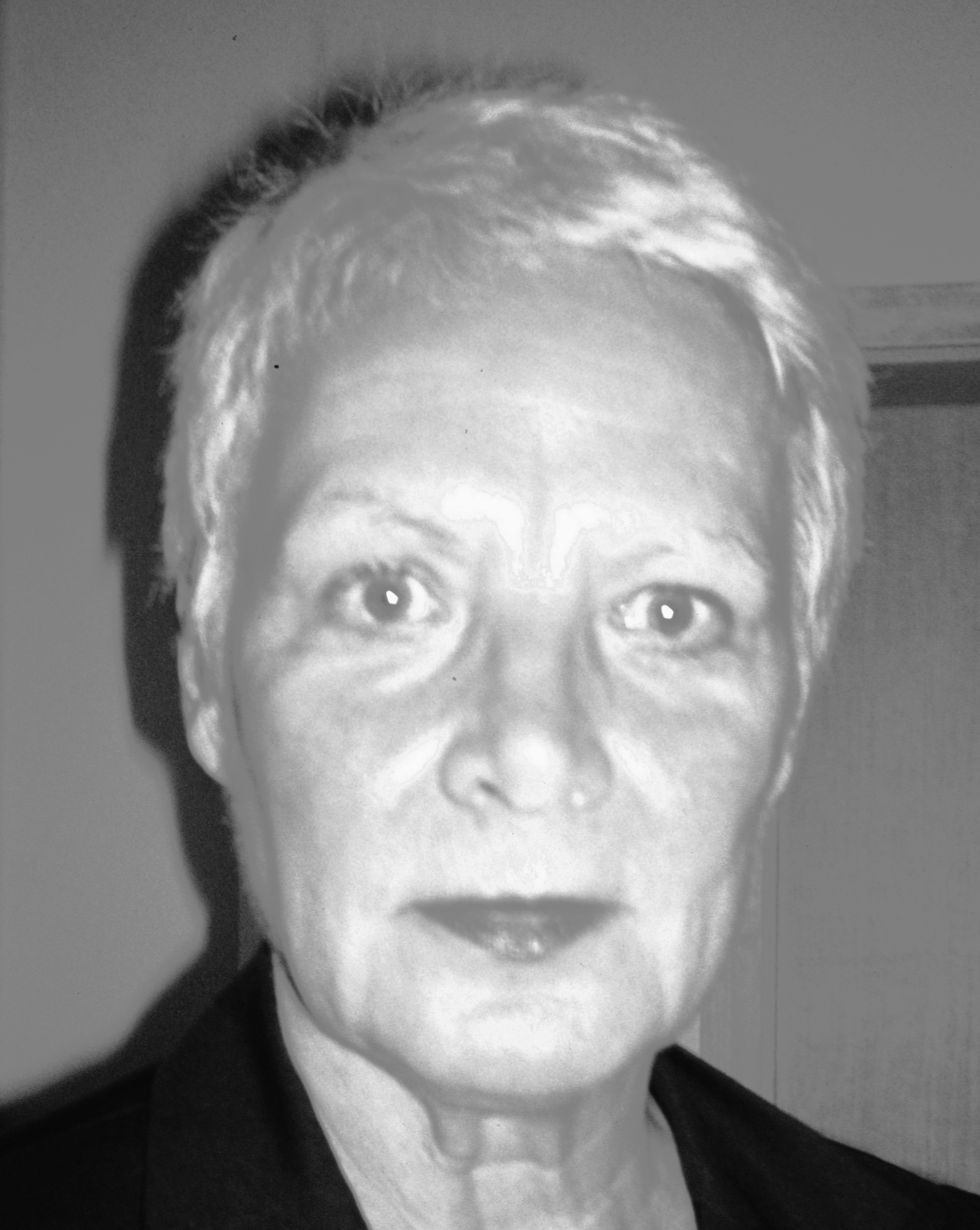
Renate Anger, 2002

Renate Anger (* 19. April 1943 in Danzig, Polen; † 21. Mai 2008 in Berlin, Deutschland) war eine Künstlerin.
Renate Anger studierte nach langjähriger Tätigkeit als Krankenschwester in den 1970er Jahren an der Städelschule in Frankfurt und als Malerin in der Hamburger Bildhauerklasse von Franz Erhard Walther. Sie war in den 1990er Jahren Professorin für Experimentelle Malerei an der Muthesius Kunsthochschule in Kiel,
1983 erhielt sie den Rompreis Villa Massimo und 2002 den Käthe-Kollwitz-Preis.

## Ausstellungen
Einzelausstellungen hatte Anger 1982 im Kunstverein Bremerhaven, 1988 in der Jesuitenkirche Aschaffenburg, 1992 im Oldenburger Kunstverein, 1995 im Kunstraum Düsseldorf und 2001 im Haus am Waldsee in Berlin.